# Benson Boone
Benson James Boone (Monroe, 25 de junho de 2002) é um cantor, compositor e multi-instrumentista norte-americano. Em 2021, ele chegou a participar do American Idol, mas desistiu de forma voluntária e, mais tarde, assinou contrato com a Night Street Records (gravadora do vocalista do Imagine Dragons, Dan Reynolds) e conseguiu gravar singles de sucesso como "Beautiful Things".

## Biografia
Benson James Boone cresceu em Monroe, Washington. Ele frequentou a Monroe High School e competiu na equipe de saltos ornamentais da escola. Descobriu seu talento musical quando um amigo lhe pediu para tocar piano e cantar na batalha das bandas da escola no seu primeiro ano, apesar de não ter qualquer experiência anterior em canto. Boone frequentou brevemente a Brigham Young University, no Idaho, e desistiu após um semestre para se concentrar no canto.
O músico é filho de Nate e Kerry Boone. Ele tem quatro irmãs, entre elas Natalee e Kaylee. As acrobacias que ele faz no palco são uma tradição familiar que ele aprendeu com seu pai, Nate, que dava saltos mortais espontâneos em churrascos na vizinhança e em eventos da igreja com a família.
“Todos o achavam muito legal porque ele dava saltos malucos em todos os lugares […] Quando eu era criança, achava que ele era um super-herói e queria fazer tudo o que ele fazia.”
– Boone sobre seu pai

## Carreira
Boone teve sua inspiração musical inicial ao assistir a um show de Jon Bellion em Seattle, depois do qual começou a levar o canto a sério. Ele começou a postar vídeos de canto no TikTok e fez o teste para a 19.ª temporada do American Idol por recomendação de um amigo no início de 2021. Embora tenha sido convidado a participar da etapa Hollywood week, ele não estava mais presente, pois Boone se retirou do programa depois de chegar ao Top 24 para focar em sua carreira.
Boone começou a compartilhar trechos de sua música original no TikTok, onde acumulou 1,7 milhão de seguidores antes do lançamento de seu primeiro single. Ele chamou a atenção do vocalista do Imagine Dragons, Dan Reynolds, que contratou Boone para sua gravadora, Night Street Records em parceria com a Warner Records. A contratação foi anunciada em 15 de outubro de 2021, juntamente com o lançamento do primeiro single de Boone, “Ghost Town”. O cantor tocou bateria, guitarra e piano na gravação, além de desenhar a capa do single.
“Ghost Town” entrou nas paradas de 13 países, incluindo os EUA, na Billboard Hot 100. A canção foi apresentada pelo músico no The Ellen DeGeneres Show, no The Kelly Clarkson Show e no Late Night with Seth Meyers.
Boone lançou seu segundo single, “Room for 2”, em 18 de fevereiro de 2022. Em maio de 2024, Taylor Swift anunciou nas redes sociais que Boone era um dos três artistas que abririam os shows da Eras Tour em Londres, no Estádio de Wembley, ao lado do Paramore. Boone abriu o show de 23 de junho, com Mette e Griff abrindo os shows de 21 e 22 de junho, respectivamente.
Em 20 de junho de 2025, Boone lançou seu segundo álbum de estúdio, American Heart, acompanhado do videoclipe do single “Mr. Electric Blue”. No vídeo, o cantor explora uma estética bem-humorada e provocante, surgindo sem camisa lavando um carro  e tomando sorvete de forma sugestiva. O clipe foi interpretado como uma sátira às críticas sobre sua imagem e à pressão estética que ele próprio comentou em entrevistas anteriores. O álbum inclui também os singles “Sorry I’m Here for Someone Else”, “Mystical Magical” e “Momma Song”, e marca uma fase em que Boone mescla referências de pop-rock com elementos visuais irônicos para construir sua identidade artística.

## Discografia
Álbuns de estúdio
- Fireworks & Rollerblades (2024)
- American Heart (2025)

Extended plays
- Walk Me Home... (2022)
- Pulse (2023)

## Turnês
Atração principal
- Pulse Tour (2023)

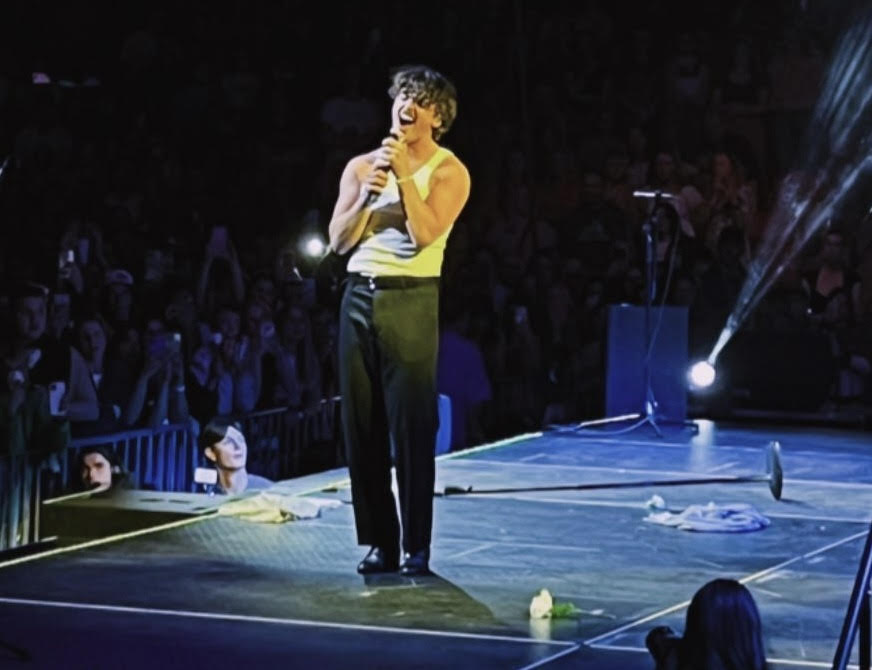
Boone se apresentando na Pulse Tour (2023)

- Fireworks & Rollerblades World Tour (2024)
- Tour (2024)

Ato de abertura
- Taylor Swift – The Eras Tour (2024)

## Prêmios e indicações
| Ano  | Premiação               | Categoria                          | Trabalho indicado  | Resultado | Ref.   |
| ---- | ----------------------- | ---------------------------------- | ------------------ | --------- | ------ |
| 2024 | Kids' Choice Awards     | Música Viral Favorita              | "Beautiful Things" | Indicado  | [ 23 ] |
| 2024 | MTV Video Music Awards  | Artista Revelação                  | Ele mesmo          | Indicado  | [ 24 ] |
| 2024 | MTV Video Music Awards  | Melhor Vídeo de Música Alternativa | "Beautiful Things" | Venceu    | [ 25 ] |
| 2024 | MTV Video Music Awards  | Canção do Verão                    | "Beautiful Things" | Indicado  | [ 25 ] |
| 2024 | MTV Video Music Awards  | Performance Push do Ano            | "In the Stars"     | Indicado  | [ 25 ] |
| 2024 | MTV Europe Music Awards | Melhor Canção                      | "Beautiful Things" | Indicado  | [ 26 ] |
| 2024 | MTV Europe Music Awards | Melhor Artista Revelação           | Ele mesmo          | Venceu    | [ 27 ] |